# Gujiangbage Jiedao
Gujiangbage Jiedao (kinesiska: 古江巴格街道, 古江巴格) är en socken i Kina. Den ligger i den autonoma regionen Xinjiang, i den nordvästra delen av landet, omkring 990 kilometer sydväst om regionhuvudstaden Ürümqi. Antalet invånare är 34 567. Befolkningen består av 16 855 kvinnor och 17 712 män. Barn under 15 år utgör 22,0 %, vuxna 15-64 år 73 %, och äldre över 65 år 4,0 %.
Genomsnittlig årsnederbörd är 62 millimeter. Den regnigaste månaden är juni, med i genomsnitt 18 mm nederbörd, och den torraste är oktober, med 1 mm nederbörd.